# 垂帘听政
垂帘听政是中国古代帝制社会下的一种特殊统治形式，特指皇后、太后或太皇太后在前朝行使皇权的政治制度。因礼教制度要求女性不得直面朝臣，故当临朝称制的女主召见大臣时，需在御座前设置纱帷或珠帘遮蔽，史称"垂帘听政"。此制度萌芽于战国时期的秦国宣太后，汉朝至清朝历代均有实践，尤以北宋章献明肃刘皇后、辽朝承天皇太后萧绰及清朝慈禧太后最为典型。
自古雖主幼時艱，王家多釁，必委成冢宰，簡求忠賢，未有專任婦人，斷割重器。唯秦羋太后始攝政事，故穰侯權重於昭王，家富於嬴國。——南朝宋·范晔，《后汉书·皇后纪序》
此制度亦见于东亚文化圈其他国家，如日本的院政、朝鲜的大妃垂帘及越南的郑主时期，形成独特的女性参政模式。

## 历史沿革

### 起源与早期实践
- 战国时期：宣太后（前307年摄政）是中国史籍明确记载的首位垂帘者。她主政期间任用异父弟魏冉（穰侯）平定义渠国之乱，开创太后掌兵先例。《战国策》载其召见西域使者时直言："妾事先王也，先王以其髀加妾之身，妾困不疲也"，打破男女之防的言论侧面反映其突破礼制的执政姿态。[3]
- 汉代制度化：汉朝确立"母后临朝"传统。东汉六帝皆以幼龄即位，形成和熹邓皇后（临朝16年）、章德窦皇后、顺烈梁皇后连续执政的局面。此时垂帘已具完整仪轨：太后称"朕"，发诏书用皇帝印玺，并开创"太后三玺"制度（天子之玺授皇太子，行玺封诸侯，信玺发兵）。[4]
- 唐代发展：武则天由"二圣临朝"走向称帝，将垂帘推向极致。唐高宗显庆五年（660年）因风疾不能理政，"政事皆决于天后…每视朝，天后垂帘于御座后"（《旧唐书·高宗纪》），此为史书首见"垂帘"二字。唐中宗复唐后，韦皇后效仿武后故事，终引发唐隆之变。

### 宋明清的完善
宋朝建立完备的垂帘制度体系：
- 程序法定化：需翰林学士草拟《听政诏书》，经两制官审议后由枢密院用印，如仁宗即位初的《皇太后权处分军国事诏》。[5]
- 权力限制：规定太后不得单独祭天、谒庙，重要人事任免需与宰执合议。哲宗朝高太后垂帘时，三省每日奏事需先呈皇帝，再进内东门小殿由太后裁断。
- 终结机制：皇帝冠礼后即行还政礼，如宋仁宗1033年明道亲政时，章献刘太后撤帘于崇政殿。

清朝垂帘达鼎盛：
- 慈禧太后与慈安太后通过辛酉政变确立"垂帘章程"，创太后朱批奏折、召见军机的集权模式。其听政处养心殿东暖阁设明黄纱帘，光绪帝御座后另设八扇纱屏，形成"前帝后后"的双重空间格局。[6]

## 仪制规范

### 空间设置
- 帘幕规制：宋朝用紫罗纱帐（《宋史·舆服志》），清朝改用明黄缎帘配东珠帘钩（《大清会典》）。
- 御座布局：北宋崇政殿内设皇帝御座，其后置太后御幄；清朝养心殿分设帝后座位，中隔御案，太后座后设屏风。

### 礼仪符号
| 礼仪要素 | 皇帝   | 垂帘太后               | 依据                       |
| -------- | ------ | ---------------------- | -------------------------- |
| 冕旒     | 十二旒 | 十旒（减藻、粉米纹章） | 《宋史·舆服志三》          |
| 佩剑     | 玉具剑 | 不得佩剑               | 司马光《涑水记闻》         |
| 自称     | 朕     | 予（诏书）、吾（便殿） | 《宋会要辑稿》后妃一       |
| 签书     | 朱批   | 钤印"皇太后宝"         | 《续资治通鉴长编》卷九十八 |

### 权力运作
- 文书制度：太后圣旨称"懿旨"，北宋需经中书副署，清朝慈禧可直接朱批"览""知道了"等批答。
- 朝会议程：明朝张太后听政时，五府六部奏事先呈内阁，由杨士奇等阁臣拟票拟后转司礼监进呈；清朝则创"跪安礼"：大臣启奏后向帘内叩首，太后以摇铃示意退朝。

## 著名案例
- 宣太后（前307-前265年）：首开太后专权先例，以"色诱义渠王"计除边患，秦昭王四十一年方还政。
- 和熹邓太后（106-121年）：东汉临朝最久女主，创设"邸报"传政令，但重用邓骘家族致外戚乱政。
- 承天萧太后（982-1009年）：辽朝摄政期间签《澶渊之盟》，推行科举、头下制改革，辽圣宗称"明达治道"。
- 章献刘太后（1022-1033年）：宋朝首行垂帘，终结天书政治，临终脱龙袍示未僭越，欧阳修赞"保护圣躬，纲纪四方"。
- 慈禧太后（1861-1908年）：清朝实际统治47年，确立亲王辅政与太后裁决并行的"垂帘章程"，推动洋务运动却扼杀戊戌变法。

## 跨文化比较
| 国家 | 名称     | 特点                         | 代表人物           |
| ---- | -------- | ---------------------------- | ------------------ |
| 日本 | 院政     | 上皇/法皇院厅裁决，不设帘幕  | 东三条院诠子       |
| 朝鲜 | 大妃垂帘 | 需国巫占卜许可，议政府副署   | 神贞王后（哲宗朝） |
| 越南 | 郑主听政 | 太后坐郑王府裁决，形同摄政王 | 郑氏玉橒           |

## 史学评价

### 传统批判
受父权制思想影响，古代史家多持否定：
- 《尚书·牧誓》："牝鸡司晨，惟家之索"
- 朱熹："母后临朝，自非国家令典"（《朱子语类》卷一百二十七）
- 清张廷玉："女主临朝，国命中绝"（《明史·后妃传序》）

### 现代重估
当代研究更关注制度功能：
- 权力过渡作用：在继承危机时维系政权稳定，如宋英宗病危时曹太后听政避免政治真空（朱瑞熙《宋代政治史》）
- 性别政治意义：突破"男外女内"界限，但最终强化父权制（高彦颐《闺塾师》）
- 制度创新价值：宋朝垂帘程序化为君主立宪提供原型（余英时《朱熹的历史世界》）

## 文化影响
- 文学形象：元杂剧《汉宫秋》丑化王政君，清小说《镜花缘》虚构"女儿国"反讽现实。
- 戏曲演绎：京剧《二进宫》表现李艳妃垂帘困境，粤剧《倾国倾情》重塑慈禧形象。
- 影视表现：1983年电影《垂帘听政》聚焦辛酉政变，2011年电视剧《武则天秘史》再现二圣临朝场景。

## 延伸阅读
- 卢苇菁. . 香港中文大学出版社. 2010. ISBN 978-962-996-439-4 请检查|isbn=值 (帮助).
- 邓小南. . 《历史研究》: 28–47.
- 濮兰德. . 剑桥大学出版社. 2016. ISBN 978-1-108-06655-4 请检查|isbn=值 (帮助).